# 法務部矯正署新店戒治所
24°57′32″N 121°31′24″E / 24.95889°N 121.52333°E
法務部矯正署新店戒治所，是中華民國法務部戒治所，位於臺灣新北市新店區安坑，負責收容臺灣臺北地方檢察署、臺灣士林地方檢察署、臺灣新北地方檢察署、臺灣宜蘭地方檢察署、臺灣基隆地方檢察署、臺灣桃園地方檢察署及臺灣新竹地方檢察署等指揮執行之男性成年受觀察勒戒人及受戒治人，另附設「法務部矯正署臺北監獄新店分監」收容刑期未滿10年之男性受刑人。

## 歷史
1945年中華民國國防部於今臺北市中正區青島東路3號設立「國防部臺灣軍人監獄」。1952年國防部臺灣軍人監獄搬遷到安坑現址，改稱「國防部新店監獄」（原門牌號碼為臺北縣新店鎮敬義路1977號），並設置國防部新店監獄坪林分監。
在臺灣白色恐怖時期，國防部新店監獄軍法處分所曾經關押不少政治犯。雷震、黃信介、姚嘉文、張俊宏、陳英泰等人都在此關押過。
1998年5月20日《毒品危害防制條例》公布施行，將受戒治人定位為病犯，與一般受刑人區別；2006年1月1日，國防部新店監獄設立戒治所。2004年1月1日，國防部新店監獄坪林分監移撥給中華民國法務部；法務部原本計劃在該處設立「臺灣坪林戒治所」，然而未通過環境影響評估審查，因此易地更名為「臺灣新店戒治所」。2005年11月1日，國防部實施精進案，國防部新店監獄裁撤，其業務轉移至國防部臺南監獄繼續執行。
2011年1月1日，法務部矯正署成立，臺灣新店戒治所改隸矯正署而更名為「法務部矯正署新店戒治所」。

## 組織
- 所長
  - 副所長
    - 秘書
      - 工作計畫之擬編。
      - 文稿之綜核及代判。
      - 各單位業務之協調。
      - 行政事務之管理。
      - 會議之籌備、出席或主持。
      - 其他交辦事項。

行政單位
- 戒護科
  - 受戒治人之戒護、門戶鎖鑰之管理及本所之戒備。
  - 管理人員之訓練及勤務分配事項。
  - 武器、戒具及消防器材之使用、練習及保管。
  - 受戒治人飲食、衣著、臥具、用品之分給及保管。
  - 清潔衛生事物之執行。
  - 受戒治人之身體與物品搜檢、行為狀況考察及獎懲之執行。
  - 受戒治人接見、發受書信及送入物品之處理。
  - 舍房、工場之查察及管理。
  - 受戒治人解送及脫逃者之追捕。
  - 其他有關戒護管理事項。
- 輔導科
  - 受戒治人之輔導、教誨及教育。
  - 受戒治人階段性處遇之審查。
  - 受戒治人報請停止戒治。
  - 受戒治人康樂活動及體能訓練。
  - 受戒治人集會之指導及分區管理。
  - 受戒治人之職能評估及技能訓練。
  - 受戒治人技能訓練指導及勞動工作分配。
  - 受戒治人建教合作與出所後就業輔導之規劃及執行。
  - 新聞書刊之閱讀、管理及所內刊物編印。
  - 其他有關輔導事項。
- 社工科
  - 受戒治人入所指導。
  - 受戒治人之直接及間接調查。
  - 受戒治人之指紋及照相分類。
  - 受戒治人家庭、社會關係評估及處理。
  - 社會資源之運用。
  - 受戒治人出所後之聯繫。
  - 其他有關社會工作及調查事項。
- 衛生科
  - 衛生計畫及設施之指導。
  - 傳染病之預防及護理之訓練。
  - 受戒治人身體健康檢查與尿液之採集及檢驗。
  - 受戒治人心理輔導、心理治療及疾病醫療。
  - 病舍之管理。六、環境衛生清潔檢查及指導。
  - 藥品調劑、儲備及醫療器械之管理。
  - 受戒治人藥癮戒治。
  - 受戒治人疾病或死亡陳報及通知。
  - 其他有關身心及衛生保健事項。
- 總務科
  - 印信典守及文書、檔案管理事項。
  - 出納、財物、營繕、採購及其他事務之管理。
  - 受戒治人入所、出所及各項費用之收取與攜帶物品之受付及保管。
  - 名籍簿、身分簿之編製及管理事項。
  - 糧食之收支、保管、核算及造報事項。
  - 受戒治人福利之籌劃與督導及死亡之善後處理。
  - 公產及公物之管理。
  - 工友（含技工、駕駛）之管理。
  - 不屬其他各科、室事項。
- 人事室掌理戒治所人事事項。
- 會計室掌理戒治所歲計及會計事項。
- 政風室掌理戒治所政風事項。

委員會
- 所務委員會
- 師資評鑑委員會

## 外部連結
- 法務部矯正署新店戒治所（繁體中文） （页面存档备份，存于）